# Myndus crena
Myndus crena är en insektsart som beskrevs av Kramer 1979. Myndus crena ingår i släktet Myndus och familjen kilstritar. Inga underarter finns listade i Catalogue of Life.